# Prime Ministers
Prime Ministers es una banda Ecuatoriana de rock. Se unieron como tal en el 2008. Está conformada por Ernesto "E" Estrada (voz, guitarra, piano), Jorge Luis "Pala" Varela (guitarra), Pedro "Perico" Argüello (bajo, voz) y Jaime "Chimo" Solórzano (batería).
Publicaron su primer álbum "Take a Ride" en 2009 y tuvo un gran recibimiento por parte de la crítica en Ecuador y en toda la región, consiguiendo invitaciones a festivales como SXSW, Austin (EE.UU.) o a Rock al Parque (Colombia).
Los sencillos Smoking Monkeys y Under Your Spell, llegaron al número uno en Radios y el vídeo la canción Far From Free les dio el número uno en MTV Latino. Fueron elegidos como una de las 50 Mejores bandas del año.
El vídeo de Smoking Monkeys alcanzó el top 10 en  MTV Latinoamérica.
En 2010 la canción Under Your Spell fue incluida en el programa Los 100 + Pedidos, un programa anual emitido en MTV Latinoamérica.
En febrero de 2011 lanzan un nuevo vídeo para el sencillo Far "From Free", llegando al número 1 del programa los 10 más pedidos de MTV Latinoamérica. "Far From Free" también fue seleccionado para formar parte de la música oficial de la telenovela Popland!, transmitida para toda Latinoamérica y para EE. UU. por MTV.
En julio de 2011 cierran exitosamente el primer día del Festival Rock al Parque en Bogotá, Colombia
En enero de 2012 La Alcaldía del Distrito Metropolitano de Quito, la Fundación Teatro Nacional Sucre y la Institución "Mis Bandas Nacionales" entregaron a Prime Ministers dos importantes reconocimientos: La Medalla de Oro y la Estatuilla MBN por su desempeño a escala internacional.
El 15 de marzo de 2012 participaron en el festival SXSW en Austin, Texas.
En junio de 2014 publicaron su segundo álbum, NOW, producido por Max Heyes (Primal Scream, Doves, Paul Weller, Ocean Colour Scene, Jamiroquai...) con 10 canciones que han tenido gran acogida por parte de crítica y público.
Con NOW, Prime Ministers se ha presentado en festivales como The Great Escape (Brighton, UK) o Rock X La Vida (México), además de participar en la gira de la banda chilena La Ley en USA y México. 
El video del primer sencillo, "Take It Back" obtuvo el Premio a Mejor video del año por parte de la Institución "Mis Bandas Nacionales" 
Prime Ministers continúa de Tour promocionando su disco NOW.

## Take A Ride: Su primer álbum
Su álbum debut "Take A Ride" es un compendio de 11 canciones y sonidos influenciados por el Rock de los 70s y 90s. "Take A Ride" comienza con "Dead Man Walking", una canción que trata sobre la depresión. El trabajo fue producido en inglés, un idioma en el que la banda se siente cómoda componiendo y cantando.
Mezclado y masterizado por Randy Staub y George Marino (KISS, Metallica, Bon Jovi, AC/DC, Guns N’ Roses, Coldplay y Arctic Monkeys), Take a ride evidencia la diversidad de género de Prime: letras devastadoras y que conquistan el alma como "Who I Am" o "Mentally Starved", el ‘rush’ locomotor de "Under Your Spell", "I have to Stop" y "Korny Love", o la buena vibra de "Let Love Rule", el triunfo del amor justo al final de la historia que el disco se encarga de narrar por sí solo.
Su primer disco evidencia, en la misma medida, sentimiento puro: euforia, desesperación, rabia, pasión y soledad porque de lo hecho y escrito anteriormente por otros “ya hay bastante”, como lo dice en palabras propias Ernesto Estrada (‘E’).

## Now: Su segundo álbum
El segundo trabajo de Prime Ministers, NOW, se publicó en junio de 2014 y fue presentado en México, país donde la banda ha tenido una gran acogida, desde el lanzamiento del primer single del disco, Take It Back, que se lanzó en marzo de ese mismo año. Con NOW, la banda se ha presentado en Inglaterra, en el Festival The Great Escape (Brighton), así como en emblemáticos clubes de rock en varias ciudades del país: Liverpool (The Zanzibar), Bristol (The Lousiana) o Londres (O2Academy). También han visitado el país de México en promoción y conciertos, como fue en "Rock X La Vida", el festival de radio Maxima. Prime Ministers realizó también gira de conciertos con la banda chilena La Ley por Estados Unidos y México durante el 2014.
NOW
From Me
Take It Back
Out Of My Mind
Revolution
Bottomless High
Never Leave Again
Now
Hole In The Sky
Against The Wall
Technicolor Dreams